# Antropocentryzm
Antropocentryzm (z gr. anthropos – człowiek i gr. kentron – środek koła) – pogląd filozoficzny i religijny, według którego człowiek stanowi centrum i cel Wszechświata. Prekursorami antropocentryzmu poznawczego byli sofiści, od których pochodzi określenie – „człowiek jest miarą wszechrzeczy”.
Antropocentryzm można przedstawić z trzech punktów widzenia:
- w znaczeniu teoriopoznawczym termin ten oznacza styl filozofowania polegający na przyjmowaniu ludzkiej perspektywy – tzn. analizowaniu wszystkich zjawisk z punktu widzenia odbioru ich przez człowieka i odrzucaniu rozumowań wychodzących poza ludzką percepcję jako poznawczo nieuprawnionych lub pozbawionych praktycznego znaczenia.
- w znaczeniu ontologicznym antropocentryzm zakłada, że człowiek jest centrum Wszechświata, który jest celowo tak skonstruowany, aby umożliwić istnienie człowieka. W skrajnej postaci antropocentryzm przyjmuje, że celem istnienia Wszechświata jest człowiek, i że stanowi on ostateczny i najdoskonalszy produkt ewolucji Wszechświata.
- w znaczeniu etycznym określa człowieka jako jedyny byt, który posiada wartości moralne.

## Formy antropocentryzmu
- metafizyczny (ontologiczny) – człowiek wyłącznym obiektem i perspektywą poznania (Max Scheler, Martin Heidegger, Jean-Paul Sartre)
- gnozeologiczny (epistemologiczny) – (ludzka) świadomość jest źródłem wiedzy (Kartezjusz, Johann Gottlieb Fichte, Friedrich Wilhelm Joseph von Schelling, Edmund Husserl)
- aksjologiczny – człowiek to wartość bezwzględna i nadrzędna wobec pozostałych wartości (Arthur Schopenhauer, Ludwig Feuerbach, Fryderyk Nietzsche)
- teologiczny – człowiek zajmuje szczególne miejsce w historii zbawienia i w zbawczym planie Boga. Teologia ukazując w sposób zobiektywizowany Boga, Chrystusa i inne treści, przedstawia te zagadnienia w odniesieniu do człowieka, jego sposobu percepcji, jego egzystencji itd. Propagatorem „zwrotu antropologicznego” w teologii był Karl Rahner
- kosmologiczny – człowiek jako najważniejsze, końcowe ogniwo ewolucji
- technologiczny